# Лінії Веллінгтона
«Лінії Веллінгтона» — французько-португальський художній фільм 2012 року, знятий режисерами Раулем Руїсом і Валерією Сарм'єнто.

## Сюжет
27 вересня 1810 року французькі війська під командуванням маршала Андре Массени, що рухалися до Лісабона, несподівано виявили перед собою величезну англо-португальську армію. Маленька злиденна Португалія не хотіла підкорятися Наполеону і французька армія зазнала поразки під Серра-ду-Бусаку. Незважаючи на перемогу, англо-португальська армія була змушена відступити до укріпленої лінії Торреш — Ведраш, яка була побудована впоперек гористого півострова між річкою Тежу та морським узбережжям для прикриття Лісабону. У цьому місці збирається безліч людей з різних соціальних верств — солдатів і цивільних, чоловіків, жінок та дітей, молодих та старих. Переслідувані французькою армією, втікачі рухаються вперед, стиснувши зуби, щоб урятувати своє життя. Всі вони — молодий лейтенант Педру де Аленкар, Кларісса, мстивий сержант Франсішку Шав'єр або повія Мартіріу, — всі приходять різними шляхами до ліній Веллінгтона, де фінальна битва вирішить долю кожного з них.

## У ролях
- Мігел Боржеш — Мануел Пенабранка
- Жуан Арраїш — головна роль
- Нуну Лопеш — Франсішку Шав'єр, сержант
- Філіпе Варгаш — Вісенте де Альмейда
- Афонсу Піментел — Зе Марія
- Сорайя Шавеш — Мартіріу
- Джемайма Вест — Морін
- Марселу Уржеге — Джонатан Фостер, майор
- Карлоту Котта — Педру де Аленкар, лейтенант
- Матьйо Амальрік — генерал Марбо
- Мельвіль Пупо — Андре Массена, маршал
- Маріса Паредес — Філіпа Саншеш
- Вікторія Герра — Кларисса
- Джон Малкович — генерал Веллінгтон
- Гонсалу Ваддінгтон — Занагу
- Френсіс Брадделл Доусон — Пітер Воррен
- Венсан Перес — Левек
- Малік Зіді — Октав Сегюр
- Ельза Зільберштейн — сестра Корделія
- Діогу Доріа — старий селянин
- Жозе Мейрелеш — селянин
- Ріта Мартінш — селянка
- Мануел Віборг — Ті Мігел
- Педру Феррейра — Афонсу
- Адріану Луш — Бурдалу
- Албану Жероніму — настоятель
- Жоана де Верона — роль другого плану
- Рікарду Айбеу — вартовий
- Марія Жуау Баштуш — Марія де Жезуш Алмейда
- Люкрес Карміньяк — роль другого плану
- Катрін Денев — Северіна
- Ізабель Юппер — Косіма Піа
- Мішель Пікколі — Леопольд Швейцер
- К'яра Мастроянні — роль другого плану
- Тьягу Манайя — солдат
- Паулу Піреш — Алберту
- Мігел Монтейру — капітан Сааведра
- Жуау Сабога — солдат
- Елману Саншу — французький лейтенант
- Дмитро Богомолов — поляк
- Педру Ласерда — французький солдат
- Крістіан Вадім — маршал Сульт
- Міріам Хьорд — Оділь де Сегюр
- Сара Каріньяш — Маріана де Оурен
- Жуау Віллаш-Боаш — Кабу Персі
- Кріс Мерфі — англійський солдат
- Діогу Рікарду Діаш — роль другого плану
- Інеш Феррейра — роль другого плану
- Шон О'Каллаган — роль другого плану

## Знімальна група
- Режисери — Рауль Руїс, Валерія Сарм'єнто
- Сценарист — Карлуш Сабога
- Оператор — Андре Шанковскі
- Композитор — Хорхе Арріагада
- Художник — Ізабел Бранку
- Продюсер — Паулу Бранку